# Mavrajd
Mavrajd är en sjö i Gotlands kommun i Gotland och ingår i Gothemån-Snoderåns kustområde. Sjön har en area på 0,0715 kvadratkilometer och ligger 9,2 meter över havet. Vid provfiske har bland annat abborre, gädda, mört och sarv fångats i sjön.

## Delavrinningsområde
Mavrajd ingår i det delavrinningsområde (642230-168526) som SMHI kallar för Utloppet av Bästeträsk. Medelhöjden är 17 meter över havet och ytan är 39,92 kvadratkilometer. Det finns inga delavrinningsområden uppströms utan avrinningsområdet är högsta punkten. Delavrinningsområdets utflöde mynnar i havet. Delavrinningsområdet består mestadels av skog (53 %), öppen mark (12 %) och jordbruk (16 %). Avrinningsområdet har 7,25 kvadratkilometer vattenytor vilket ger avrinningsområdet en sjöprocent på 18,2 %.

## Fisk
Vid provfiske har följande fisk fångats i sjön:
- Abborre
- Gädda
- Mört
- Sarv
- Sutare